# 瑞典的貝爾吉塔公主
貝爾吉塔公主（瑞典語：Birgitta Ingeborg Alice；1937年1月19日—2024年12月4日），是瑞典公主和霍亨索伦王妃，瑞典國王卡尔十六世·古斯塔夫的姊姊。在1961年與约翰·格奥尔格王子結婚後，她成為霍亨索伦的王妃。
在她的姐妹中，只有她嫁給了一個有王子身份的男人，而且按照公主嫁給王子的傳統，貝爾吉塔公主保留了她的瑞典王家殿下（Royal Highness）尊稱，待遇高於（Serene Highness），歷史上霍亨索倫的王子和他們的妻子有權享有這些權利。
2024年12月4日，瑞典王室宣布，貝爾吉塔公主當天稍早在西班牙馬略卡島去世，享壽87歲。